# Бричковка
Бричковка (укр. Бричківка) — село,
Бричковский сельский совет,
Полтавский район,
Полтавская область,
Украина.
Код КОАТУУ — 5324080201. Население по переписи 2001 года составляло 588 человек.
Является административным центром Бричковского сельского совета, в который, кроме того, входят сёла
Гриневка и
Петровка.

## Географическое положение
Село Бричковка находится в 3-х км от правого берега реки Ворскла,
в 2-х км от села Петровка, примыкает к селу Гриневка.
По селу протекает пересыхающий ручей с запрудой.
Рядом проходит автомобильная дорога Н-12.

## Экономика
- Свино-товарная ферма. Ликвидирована.
- ГП «Учебно-исследовательское предприятие „Юбилейный“ Полтавской государственной аграрной академии». Ликвидированное в процессе реструктуризации. Правонаследником стало КСП «Ювилейное», которое впоследствии в 2015 году тоже прекратило свою финансово-хозяйственную деятельность.

## Объекты социальной сферы
- Школа.
- Детский сад.
- Сельский совет.
- Фельдшерско-акушерский пункт.
- Дом культуры на базе ГП НОХ «Ювилейный» (не функционирует после закрытия предприятия).